# Denanyar (Tangen)
Denanyar is een bestuurslaag in het regentschap Sragen van de provincie Midden-Java, Indonesië. Denanyar telt 3013 inwoners (volkstelling 2010).